# Ohta Jidosha

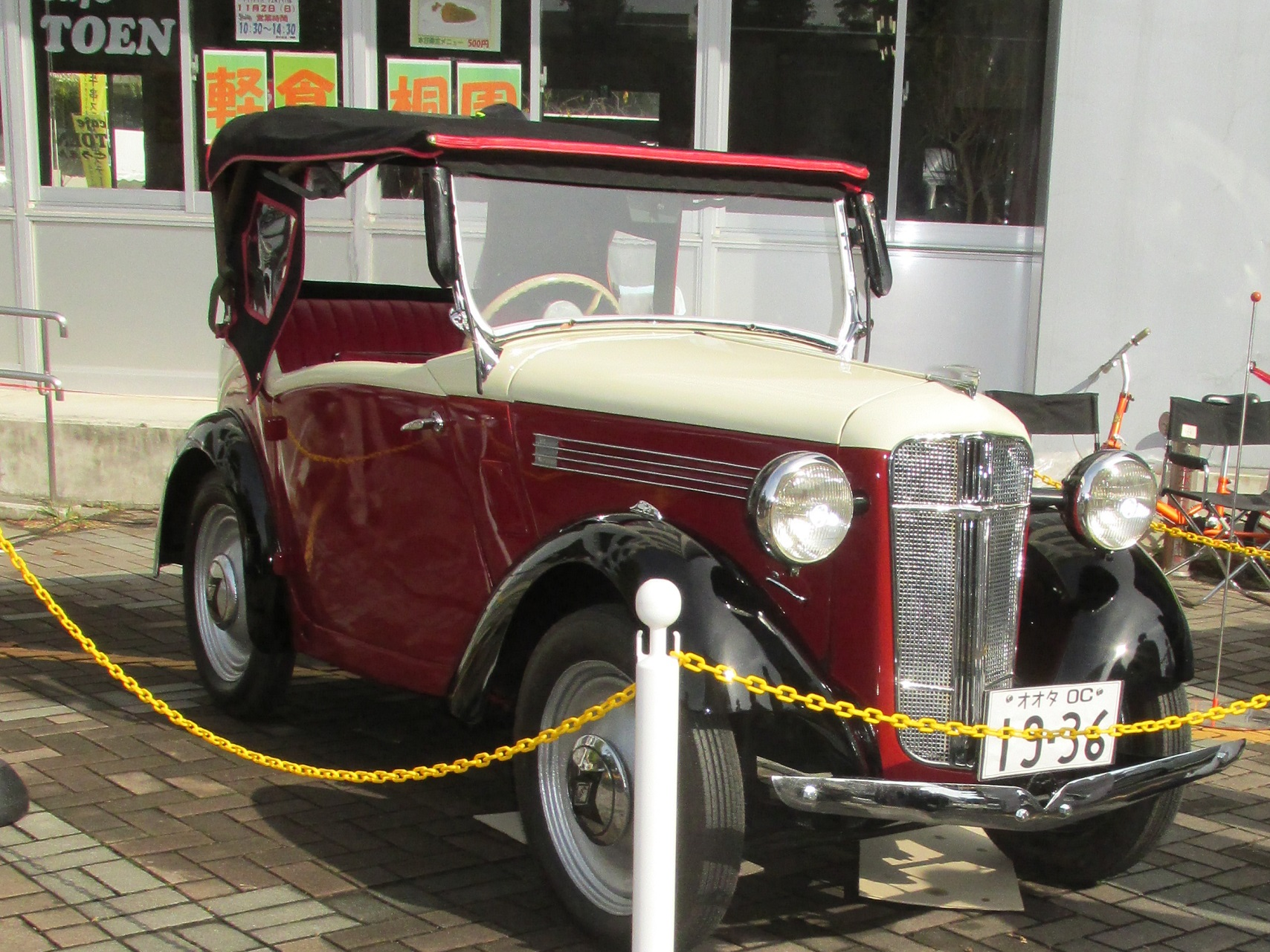
1936 Ohta Type OC Phaéton.

Ohta Jidosha (オオタ自動車, Ōta Jidōsha) fut l'une des plus grandes entreprises japonaises de fabrication automobile dans les années 1930. Fondée en 1922, elle débuta la production de voitures en 1934, avant de cesser cette activité en 1957, à la suite de son acquisition par la société Tokyu Kurogane Kogyo. Le site de production devint par la suite les Omori Works (大森ワークス) lors de son intégration à Nissan, après l'incorporation de Kurogane dans la structure d'entreprise.
Ohta Jidosha Seizosho Co., Ltd. fut établie à Ōmori, Ōta, Tokyo par Hiro Ōta. Son fils, Yuichi Ōta, prit ultérieurement la direction du design au sein de l'entreprise. En 1922, un prototype baptisé Ohta Model OS fut développé par la société. La production automobile débuta en 1934 avec un modèle équipé d'un moteur 4 cylindres de 736 cm³. L'Ohta Model OC fut introduit en 1936, suivi de l'Ohta Model OD produit entre 1937 et 1939. En 1935, l'entreprise modifia son nom pour Kosoku Kikan Kogyo Co., Ltd. (« Industrie des moteurs à grande vitesse »), puis en 1947 pour Ohta Jidosha Kogyo Co., Ltd. (« Ohta Industrie Automobile »).
Après la Seconde Guerre mondiale, l'entreprise a introduit plusieurs modèles notables, parmi lesquels le modèle PA, largement adopté dans le secteur du taxi. D'autres modèles incluaient le modèle OE, caractérisé par sa ressemblance avec la Sunbeam-Talbot, ainsi que le modèle VK-2 et le modèle PK-1.
Yuichi Ōta est connu pour avoir ultérieurement conçu les modèles Datsun DC-3 et Datsun S211.